# Asparagus aethiopicus
Asparagus aethiopicus (Hängsparris) är en sparrisväxtart som beskrevs av Carl von Linné. Asparagus aethiopicus ingår i släktet sparrisar, och familjen sparrisväxter. Inga underarter finns listade i Catalogue of Life.

## Bildgalleri

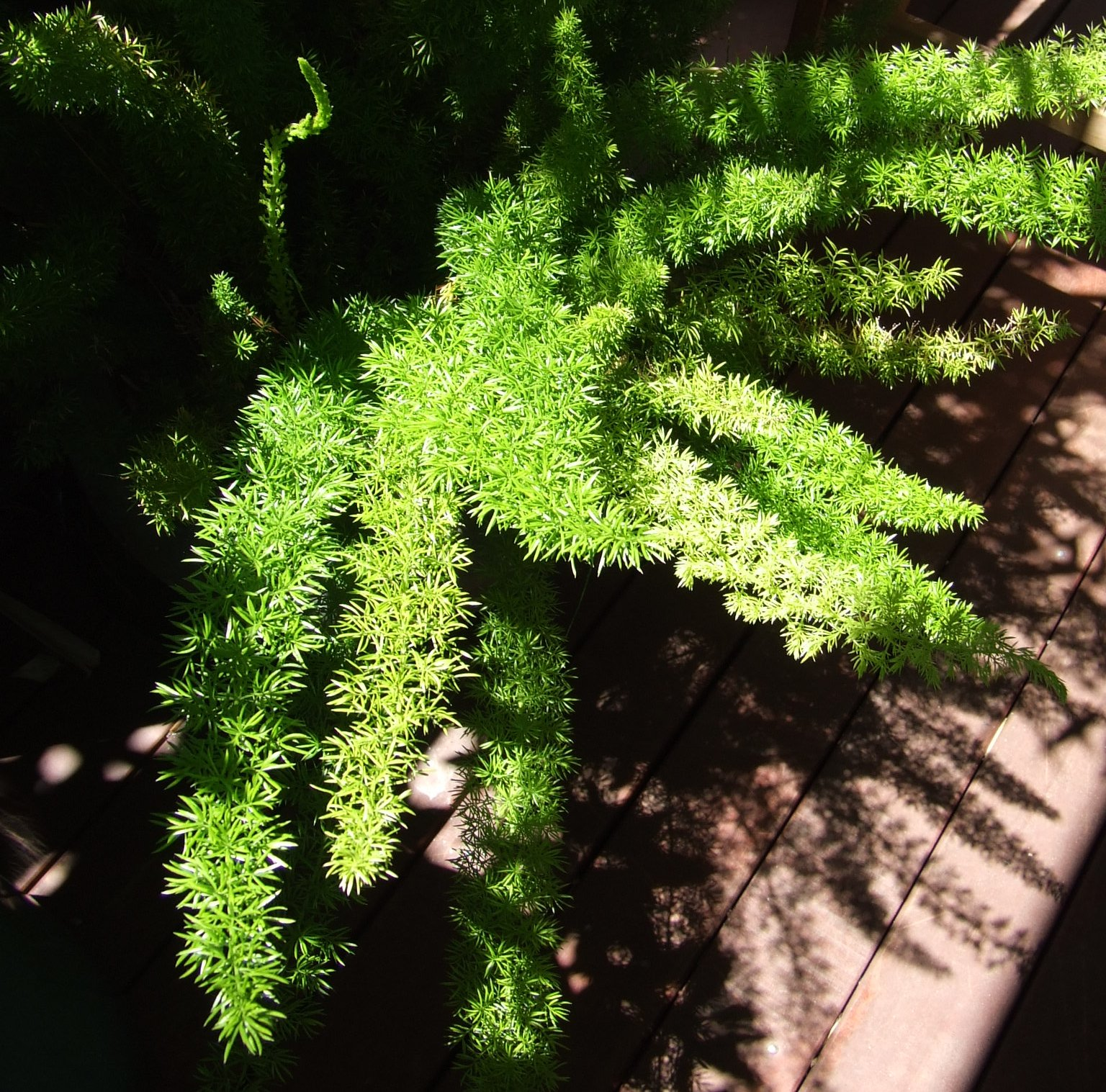
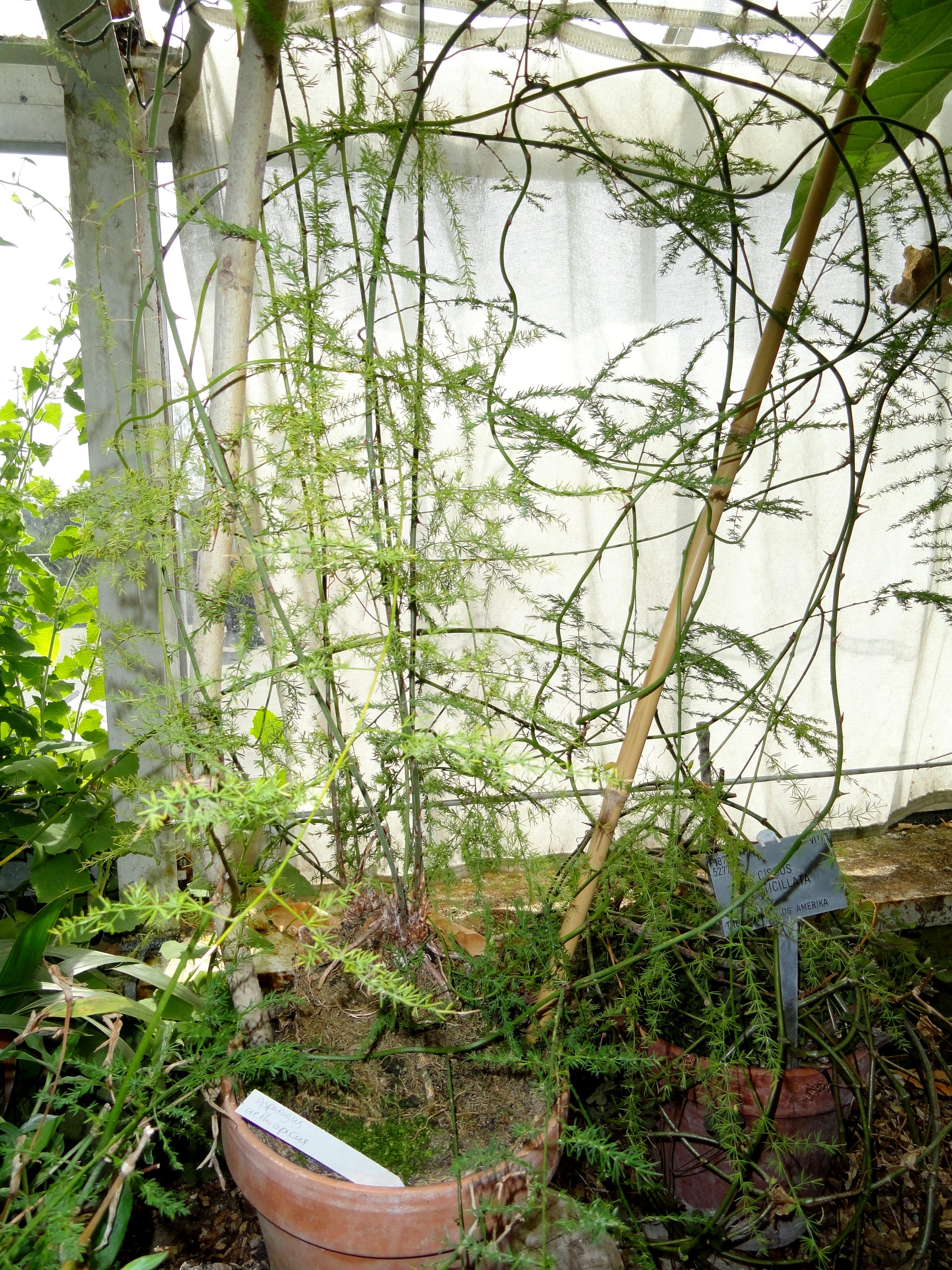
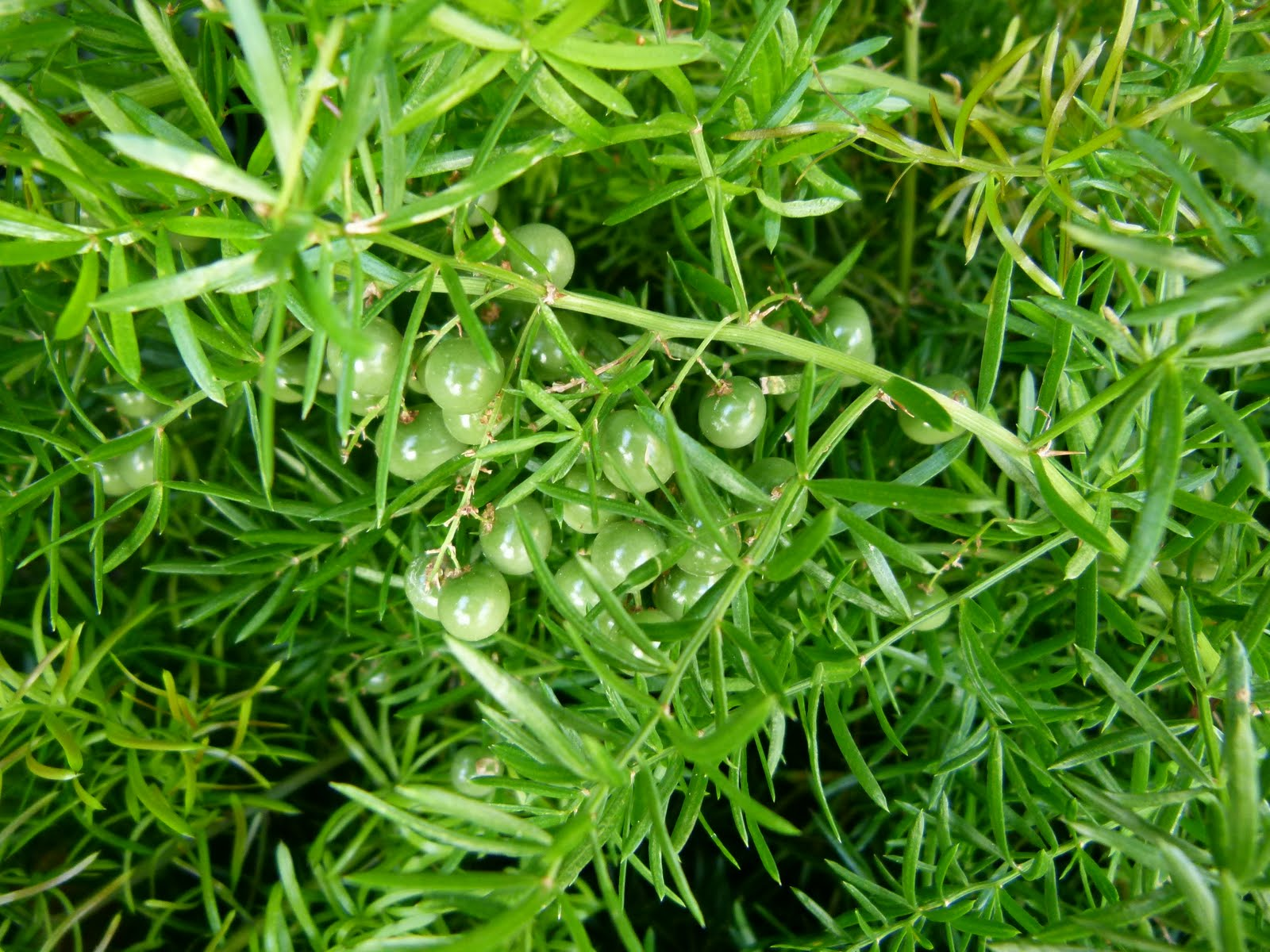